# Kuzhal

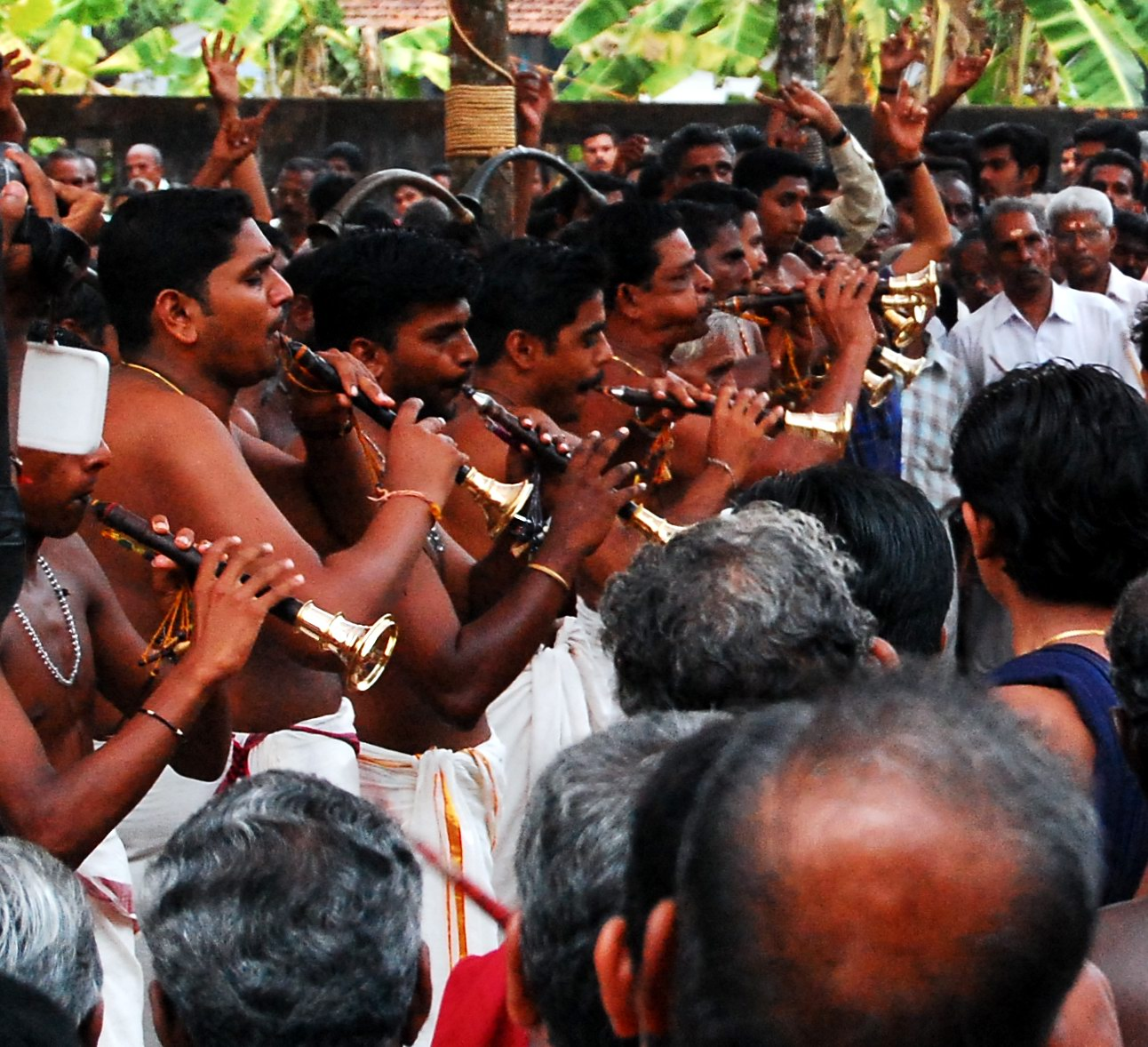
Kuzhal.

Le kuzhal est un instrument de musique du sud de l'Inde. C'est un instrument à vent de deux types très différents :
- c'est une petite flûte traversière, cousine du venu
- c'est un hautbois à anche double, cousin du shehnai